# Estadio Roberto Hernández
El Estadio Roberto "Flaco Bala" Hernández es un estadio de béisbol de la ciudad de Las Tablas, Provincia de Los Santos, Panamá. Ubicado en la avenida circunvalación hacia Pedasí. Es considerado uno de los coliseos deportivos más modernos e importantes del país.
Fue inaugurado el 21 de junio de 2019, por el expresidente Juan Carlos Varela y con capacidad de 7 000 espectadores alberga partidos de béisbol. Pero no fue hasta el 3 de enero de 2020 cuando el equipo juvenil de Los Santos haría su debut oficial en este coliseo.

## Historia
En el año 2018 bajo el mandato del expresidente Juan Carlos Varela se toma la decisión en conjunto con el Instituto Panameño de Deportes y su director Mario A. Pérez González de construir un nuevo estadio de béisbol en la Provincia de Los Santos, debido al deterioro que ya presentaba el Estadio Olmedo Solé, el cual era hasta entonces la sede del equipo santeño en los diferentes campeonatos nacionales. El nuevo estadio se decidió construir en un nuevo terreno con mayor espacio y con dimensiones de Grandes Ligas de Béisbol.
La inauguración del Campeonato Nacional de Béisbol Juvenil 2020 fue en el nuevo estadio Roberto 'Flaco Bala' Hernández de la ciudad de Las Tablas, estrenándolo Panamá Metro y Los Santos.

### Nombre
El estadio es dedicado al  pelotero santeño Roberto "Flaco Bala" Hernández, considerado el más grande lanzador de los torneos nacionales de béisbol panameño, murió a causa de un cáncer de esófago el día 1 de abril de 2011 en el MD Anderson Cancer Center, de Houston, Texas, Estados Unidos.

## Instalaciones
El estadio de béisbol Roberto “Flaco Bala” Hernández, con capacidad para 7,000 espectadores y campo de juego bajo especificaciones de Major League Baseball (MLB). Diseño arquitectónico de vanguardia, con un área de 10,000 metros cuadrados de construcción, edificio de tres niveles conformado en estructura metálica de 800 toneladas de acero, graderías techadas en hormigón armado y encofrado colaborante; áreas de servicios, paisajismo, facilidades para personas con movilidad reducida y 396 plazas para estacionamiento.